# Teresa Margolles
Teresa Margolles (Culiacán, 1963) è un'artista e fotografa messicana.
La sua ricerca si concentra prevalentemente sulle cause sociali e le conseguenze della morte anche a partire dalla sua esperienza di lavoro come patologo forense. Margolles ha rappresentato il Messico alla 53ª Biennale di Venezia nel 2009 e ha esposto presso musei e istituzioni di tutto il mondo, tra cui il Migros Museum für Gegenwartskunst di Zurigo, il Centro de Arte Dos de Mayo di Madrid, il Museo di Arte Moderna di Città del Messico e il Los Angeles County Museum of Art

## Biografia
Teresa Margolles si è diplomata nel 1990 in Medicina Forense all'Istituto messicano di scienza forense (Servicio Médico Forense) e ha studiato arte alla Dirección de Fomento a la Cultura Regional del Estado de Sinaloa a Culiacán, sua città d'origine. Più tardi, nel 1995, ha studiato Scienze della Comunicazione all'Università Nazionale Autonoma del Messico (UNAM).
Il suo lavoro artistico - sviluppato da sola o con il collettivo artistico SEMEFO (Servicio Médico Forense), che ha fondato nel 1990 - si concentra principalmente su temi sociali legati a violenza, femminicidio e discriminazione di genere. In particolare, Margolles descrive con le sue opere la realtà violenta di Ciudad Juarez, città di frontiera tra Messico e Stati Uniti, e delle morti legate al narcotraffico.
«Mi sono interessata alla questione forense e agli omicidi. Ne volevo capire di più e così ho cominciato a seguire i corsi di anatomia e anatomo-patologia. Lì ho scoperto la vita dei cadaveri: dall’ora zero si trasformano, vengono abitati da insetti e animaletti e quando entrano in medicina legale escono dal privato o dall’anonimo e diventano corpi sociali» ha dichiarato Margolles a un giornalista de La Stampa in un'intervista realizzata ad aprile 2018:
Nel 2012 l'artista ha vinto la quinta edizione del premio “Artes Mundi” e il Prince Claus Award.

## Mostre personali
- 2004: Museum für Moderne Kunst, Francoforte, Germania
- 2005: Guggenheim Museum, New York, USA
- 2008: Kunsthalle Krems, Krems sul Danubio, Austria
- 2009: Biennale di Venezia (padiglione Messico)
- 2010: Fridericianum, Kassel, Margolles, Teresa. Frontera
- 2010: Los Angeles County Museum of Art (LACMA), Los Angeles, USA
- 2010: Sala de Arte Público Siqueiros (SAPS), Mexico City, Messico
- 2011: MUSEION, Bolzano, Italia
- 2012: Lion Arts Centre, Adelaide, Australia
- 2012: El Museo Universitario Arte Contemporáneo (MUAC), Mexico City, Messico
- 2014: Centro de Arte Dos de Mayo, Madrid, Spagna
- 2014: Migros Museum für Gegenwartskunst, Zurigo, Svizzera
- 2015: Neuberger Museum of Art, New York, USA
- 2016: Galerie Peter Kilchmann, Zurigo, Svizzera
- 2016: Colby College Museum of Art, Waterville, Maine, USA
- 2017: Spazio Performatico ed Espostivo (SPE), Tenuta dello Scompiglio, Vorno (LU)
- 2018: PAC, Milano Ya basta hijos de puta
- 2019: Padiglione Centrale ai Giardini, LVIII Esposizione internazionale d'arte di Venezia[7]